# Escola Real de Costura
A Escola Real de Costura (em inglês: Royal School of Needlework) é uma escola de bordadura à mão fundada em 1872. A escola localiza-se no Palácio da Corte de Hampton e está comprometida em restauração têxtil e em conservação, bem como em treinamento profissional de bordadores por volta de três anos de aprendizado. Recebe comissões de corpos públicos. Possui um arquivo de aproximadamente trinta mil ilustrações sobre cada período da história britânica. Há também cinco mil peças têxteis, incluindo rendas, sedas e bordadura jacobita e muitas outras formas de bordadura e costura. A Escola Real de Costura é uma caridade que sempre foi patrocinada pela realeza. 

## História
A Escola Real de Costura foi fundada em 1872 pela Princesa Helena, a terceira filha da Rainha Vitória do Reino Unido e esposa do Príncipe Cristiano de Schleswig-Holstein. Ela recebeu ajuda de William Morris e de muitos de seus amigos do movimento Arts & crafts.
Seu espaço inicial foi num pequeno apartamento em Sloane Street, empregando vinte senhoras. Quando a escola teve 150 estudantes, mudou-se para Exhibition Road, perto de Victoria and Albert Museum.
Em 1987, mudou-se de Princes Gate em Kensington para o Palácio da Corte de Hampton, tendo uma bela vista dos jardins do palácio.